# Rhagium heyrovskyi
Rhagium heyrovskyi là một loài bọ cánh cứng trong họ Cerambycidae.